# Kanton Briançon-Nord
Briançon-Nord is een voormalig kanton van het Franse departement Hautes-Alpes. Het kanton maakte deel uit van het arrondissement Briançon totdat het op 22 maart 2015 werd opgeheven en van de gemeenten samen met een groter deel van de stad werden Briançon het kanton Briançon-2 werd gevormd.

## Gemeenten
Het kanton Briançon-Nord omvatte de volgende gemeenten:
- Briançon (deels, hoofdplaats)
- Montgenèvre
- Névache
- Val-des-Prés